# El rufián en la escalera
El rufián en la escalera (The Ruffian on the Stair en su idioma original) es una obra de teatro en dos actos del dramaturgo británico Joe Orton de 1964.

## Argumento
Ambientada en Londres, se centra en las míseras vidas de Mike y Joyce, un matrimonio de desarraigados, ella exprostituta y él matón a sueldo. Su vida se ve alterada con la llegada de Wilson, un desolado peluquero cuyo hermano acaba de fallecer accidentalmente. Tras una inicial conversación sin trascendencia, se suceden los acontecimientos que acaban en trágico final: El hermano, Frank, - que mantenía una relación incestuosa con Wilson - fue asesinado por Mike a cambio de dinero; Wilson pretende seguir su mismo camino para reunirse con él y provoca a Mike haciéndole creer que ha mantenido relaciones sexuales con Joyce. Finalmente consigue su objetivo.

## Representaciones destacadas
La obra se representó por primera vez a través de BBC Radio en 1964.
En España, se estrenó en el Ateneo Barcelonés, traducida al catalán por Jaume Melendres (El facinerós és al replà), en 1985, dirigida por Carlos Lasarte. En castellano, se estrenó en la Sala Mirador de Madrid en 1996, estando dirigida por Cristina Rota e interpretada por Juan Diego Botto, Ana Torrent y Ángel Alcázar.